# Rex Bell
Rex Bell, nato George Francis Beldam (Chicago, 16 ottobre 1903 – Las Vegas, 4 luglio 1962), è stato un attore e politico statunitense.

## Biografia
George Francis Beldam è nato a Chicago (Illinois) nel 1903. 
La sua carriera cinematografica è iniziata nel 1928 con il film Wild West Romance. 
Nel 1931 ha sposato l'attrice Clara Bow, con cui aveva un ranch in Nevada e con cui è stato legato fino alla morte. Nel 1936 ha lasciato l'industria del cinema, anche se ha preso parte, con piccoli ruoli, a diversi film negli anni seguenti.
Riguardo alla sua carriera politica, nel 1944 ha corso per la Camera dei rappresentanti degli Stati Uniti in rappresentanza del Partito Repubblicano. Dal 1º gennaio 1955 fino alla sua morte è stato Vicegovernatore (Lieutenant Governor) del Nevada.
Il suo ultimo ruolo da attore, anche se non accreditato, è quello di un anziano cowboy nel film Gli spostati del 1961.
Rex Bell morì improvvisamente all'età di 58 anni.

## Filmografia parziale
- Taking a Chance, regia di Norman Z. McLeod (1928)
- Saluto militare (Salute), regia di John Ford e David Butler (1929) - non accreditato
- Giorni felici (Happy Days), regia di Benjamin Stoloff (1929)
- Courage, regia di Archie Mayo (1930)
- Lightnin', regia di Henry King (1930)
- La prateria in fiamme (Battling with Buffalo Bill), regia di Ray Taylor (1931)
- Forgotten Women, regia di Richard Thorpe (1931)
- Gunfire, regia di Harry L. Fraser (1934)
- Sky Full of Moon, regia di Norman Foster (1952) - non accreditato
- Gli spostati (The Misfits), regia di John Huston (1961) - non accreditato